# Tour du Danemark 2018
La 28e édition du Tour du Danemark a lieu du 1er au 5 août 2018. La course fait partie du calendrier UCI Europe Tour 2018 en catégorie 2.HC.

## Équipes
Vingt équipes participent à ce Tour du Danemark - deux WorldTeams, onze équipes continentales professionnelles, six équipes continentales et une équipe nationale :
| WorldTeams (2)- Astana - Team Sunweb Équipes continentales professionnelles (11)- Aqua Blue Sport - Bardiani CSF - Team Novo Nordisk - Roompot-Nederlandse Loterij - Sport Vlaanderen-Baloise - Wanty-Groupe Gobert - Israel Cycling Academy - Holowesko-Citadel - Rally Cycling - Vérandas Willems-Crelan - Vital Concept Équipes continentales (6)- BHS-Almeborg Bornholm - ColoQuick - Riwal CeramicSpeed - Waoo - Team Joker Icopal - Hurom Équipe nationale- Danemark |
| |

## Étapes
| Étape     | Date   | Villes étapes                       | type                        | Distance (km) | Vainqueur d'étape | Leader du classement général |
| --------- | ------ | ----------------------------------- | --------------------------- | ------------- | ----------------- | ---------------------------- |
| 1re étape | 1 août | Aalborg – Aalborg                   | étape de plaine             | 218,4         | Lasse Norman Leth | Lasse Norman Leth            |
| 2e étape  | 2 août | Viborg – Vejle                      | étape vallonnée             | 172           | Wout van Aert     | Wout van Aert                |
| 3e étape  | 3 août | Næstved – Vordingborg               | étape de plaine             | 178,4         | Tim Merlier       | Wout van Aert                |
| 4e étape  | 4 août | Nykøbing Falster – Nykøbing Falster | contre-la-montre individuel | 19,1          | Mads Pedersen     | Wout van Aert                |
| 5e étape  | 5 août | Faxe – Frederiksberg                | étape de plaine             | 199,1         | Tim Merlier       | Wout van Aert                |

## Déroulement de la course

### 1reétape
| \| Classement de l'étape \| Classement de l'étape \| Classement de l'étape \| Classement de l'étape \| Classement de l'étape \| \| Coureur \| Coureur \| Pays \| Équipe \| Temps \| \| --------------------- \| --------------------- \| --------------------- \| --------------------------- \| --------------------- \| \| 1er \| Lasse Norman Leth \| Danemark \| Aqua Blue Sport \| 5 h 05 min 35 s \| \| 2e \| Bryan Coquard \| France \| Vital Concept \| + 0 s \| \| 3e \| Max Kanter \| Allemagne \| Team Sunweb \| + 0 s \| \| 4e \| Tim Merlier \| Belgique \| Verandas Willems-Crelan \| + 0 s \| \| 5e \| Wouter Wippert \| Pays-Bas \| Roompot-Nederlandse Loterij \| + 0 s \| \| 6e \| Andreas Stokbro \| Danemark \| Riwal CeramicSpeed \| + 0 s \| \| 7e \| Milan Menten \| Belgique \| Sport Vlaanderen-Baloise \| + 0 s \| \| 8e \| Xandro Meurisse \| Belgique \| Wanty-Groupe Gobert \| + 0 s \| \| 9e \| Christoffer Lisson \| Danemark \| BHS-Almeborg Bornholm \| + 0 s \| \| 10e \| Mihkel Räim \| Estonie \| Israel Cycling Academy \| + 0 s \| |                    |           |                             |                 |
| |                    |           |                             |                 |
| Source : ProCyclingStats |                    |           |                             |                 |
| Classement de l'étape |                    |           |                             |                 |
| Coureur | Coureur            | Pays      | Équipe                      | Temps           |
| 1er | Lasse Norman Leth  | Danemark  | Aqua Blue Sport             | 5 h 05 min 35 s |
| 2e | Bryan Coquard      | France    | Vital Concept               | + 0 s           |
| 3e | Max Kanter         | Allemagne | Team Sunweb                 | + 0 s           |
| 4e | Tim Merlier        | Belgique  | Verandas Willems-Crelan     | + 0 s           |
| 5e | Wouter Wippert     | Pays-Bas  | Roompot-Nederlandse Loterij | + 0 s           |
| 6e | Andreas Stokbro    | Danemark  | Riwal CeramicSpeed          | + 0 s           |
| 7e | Milan Menten       | Belgique  | Sport Vlaanderen-Baloise    | + 0 s           |
| 8e | Xandro Meurisse    | Belgique  | Wanty-Groupe Gobert         | + 0 s           |
| 9e | Christoffer Lisson | Danemark  | BHS-Almeborg Bornholm       | + 0 s           |
| 10e | Mihkel Räim        | Estonie   | Israel Cycling Academy      | + 0 s           |

| \| Classement général \| Classement général \| Classement général \| Classement général \| Classement général \| \| Coureur \| Coureur \| Pays \| Équipe \| Temps \| \| ------------------ \| ------------------ \| ------------------ \| --------------------------- \| ------------------ \| \| 1er \| Lasse Norman Leth \| Danemark \| Aqua Blue Sport \| 5 h 05 min 25 s \| \| 2e \| Bryan Coquard \| France \| Vital Concept \| + 4 s \| \| 3e \| Max Kanter \| Allemagne \| Team Sunweb \| + 6 s \| \| 4e \| Tim Merlier \| Belgique \| Verandas Willems-Crelan \| + 10 s \| \| 5e \| Wouter Wippert \| Pays-Bas \| Roompot-Nederlandse Loterij \| + 10 s \| \| 6e \| Andreas Stokbro \| Danemark \| Riwal CeramicSpeed \| + 10 s \| \| 7e \| Milan Menten \| Belgique \| Sport Vlaanderen-Baloise \| + 10 s \| \| 8e \| Xandro Meurisse \| Belgique \| Wanty-Groupe Gobert \| + 10 s \| \| 9e \| Christoffer Lisson \| Danemark \| BHS-Almeborg Bornholm \| + 10 s \| \| 10e \| Mihkel Räim \| Estonie \| Israel Cycling Academy \| + 10 s \| |                    |           |                             |                 |
| |                    |           |                             |                 |
| Source : ProCyclingStats |                    |           |                             |                 |
| Classement général |                    |           |                             |                 |
| Coureur | Coureur            | Pays      | Équipe                      | Temps           |
| 1er | Lasse Norman Leth  | Danemark  | Aqua Blue Sport             | 5 h 05 min 25 s |
| 2e | Bryan Coquard      | France    | Vital Concept               | + 4 s           |
| 3e | Max Kanter         | Allemagne | Team Sunweb                 | + 6 s           |
| 4e | Tim Merlier        | Belgique  | Verandas Willems-Crelan     | + 10 s          |
| 5e | Wouter Wippert     | Pays-Bas  | Roompot-Nederlandse Loterij | + 10 s          |
| 6e | Andreas Stokbro    | Danemark  | Riwal CeramicSpeed          | + 10 s          |
| 7e | Milan Menten       | Belgique  | Sport Vlaanderen-Baloise    | + 10 s          |
| 8e | Xandro Meurisse    | Belgique  | Wanty-Groupe Gobert         | + 10 s          |
| 9e | Christoffer Lisson | Danemark  | BHS-Almeborg Bornholm       | + 10 s          |
| 10e | Mihkel Räim        | Estonie   | Israel Cycling Academy      | + 10 s          |

### 2eétape
| \| Classement de l'étape \| Classement de l'étape \| Classement de l'étape \| Classement de l'étape \| Classement de l'étape \| \| Coureur \| Coureur \| Pays \| Équipe \| Temps \| \| --------------------- \| --------------------- \| --------------------- \| --------------------------- \| --------------------- \| \| 1er \| Wout van Aert \| Belgique \| Verandas Willems-Crelan \| 4 h 13 min 51 s \| \| 2e \| Alexander Kamp \| Danemark \| Waoo \| + 2 s \| \| 3e \| Robin Carpenter \| États-Unis \| Rally Cycling \| + 4 s \| \| 4e \| Julius Johansen \| Danemark \| ColoQuick \| + 6 s \| \| 5e \| Benjamin Declercq \| Belgique \| Sport Vlaanderen-Baloise \| + 11 s \| \| 6e \| Xandro Meurisse \| Belgique \| Wanty-Groupe Gobert \| + 11 s \| \| 7e \| Pieter Weening \| Pays-Bas \| Roompot-Nederlandse Loterij \| + 11 s \| \| 8e \| Adam de Vos \| Canada \| Rally Cycling \| + 11 s \| \| 9e \| Fabian Lienhard \| Suisse \| Holowesko Citadel \| + 11 s \| \| 10e \| Oscar Riesebeek \| Pays-Bas \| Roompot-Nederlandse Loterij \| + 11 s \| |                   |            |                             |                 |
| |                   |            |                             |                 |
| Source : ProCyclingStats |                   |            |                             |                 |
| Classement de l'étape |                   |            |                             |                 |
| Coureur | Coureur           | Pays       | Équipe                      | Temps           |
| 1er | Wout van Aert     | Belgique   | Verandas Willems-Crelan     | 4 h 13 min 51 s |
| 2e | Alexander Kamp    | Danemark   | Waoo                        | + 2 s           |
| 3e | Robin Carpenter   | États-Unis | Rally Cycling               | + 4 s           |
| 4e | Julius Johansen   | Danemark   | ColoQuick                   | + 6 s           |
| 5e | Benjamin Declercq | Belgique   | Sport Vlaanderen-Baloise    | + 11 s          |
| 6e | Xandro Meurisse   | Belgique   | Wanty-Groupe Gobert         | + 11 s          |
| 7e | Pieter Weening    | Pays-Bas   | Roompot-Nederlandse Loterij | + 11 s          |
| 8e | Adam de Vos       | Canada     | Rally Cycling               | + 11 s          |
| 9e | Fabian Lienhard   | Suisse     | Holowesko Citadel           | + 11 s          |
| 10e | Oscar Riesebeek   | Pays-Bas   | Roompot-Nederlandse Loterij | + 11 s          |

| \| Classement général \| Classement général \| Classement général \| Classement général \| Classement général \| \| Coureur \| Coureur \| Pays \| Équipe \| Temps \| \| ------------------ \| ------------------ \| ------------------ \| ------------------------ \| ------------------ \| \| 1er \| Wout van Aert \| Belgique \| Verandas Willems-Crelan \| 9 h 19 min 16 s \| \| 2e \| Alexander Kamp \| Danemark \| Waoo \| + 6 s \| \| 3e \| Robin Carpenter \| États-Unis \| Rally Cycling \| + 10 s \| \| 4e \| Lasse Norman Leth \| Danemark \| Aqua Blue Sport \| + 11 s \| \| 5e \| Julius Johansen \| Danemark \| ColoQuick \| + 16 s \| \| 6e \| Xandro Meurisse \| Belgique \| Wanty-Groupe Gobert \| + 21 s \| \| 7e \| Milan Menten \| Belgique \| Sport Vlaanderen-Baloise \| + 21 s \| \| 8e \| Benjamin Declercq \| Belgique \| Sport Vlaanderen-Baloise \| + 21 s \| \| 9e \| Adam de Vos \| Canada \| Rally Cycling \| + 21 s \| \| 10e \| Hugo Houle \| Canada \| Astana \| + 21 s \| |                   |            |                          |                 |
| |                   |            |                          |                 |
| Source : ProCyclingStats |                   |            |                          |                 |
| Classement général |                   |            |                          |                 |
| Coureur | Coureur           | Pays       | Équipe                   | Temps           |
| 1er | Wout van Aert     | Belgique   | Verandas Willems-Crelan  | 9 h 19 min 16 s |
| 2e | Alexander Kamp    | Danemark   | Waoo                     | + 6 s           |
| 3e | Robin Carpenter   | États-Unis | Rally Cycling            | + 10 s          |
| 4e | Lasse Norman Leth | Danemark   | Aqua Blue Sport          | + 11 s          |
| 5e | Julius Johansen   | Danemark   | ColoQuick                | + 16 s          |
| 6e | Xandro Meurisse   | Belgique   | Wanty-Groupe Gobert      | + 21 s          |
| 7e | Milan Menten      | Belgique   | Sport Vlaanderen-Baloise | + 21 s          |
| 8e | Benjamin Declercq | Belgique   | Sport Vlaanderen-Baloise | + 21 s          |
| 9e | Adam de Vos       | Canada     | Rally Cycling            | + 21 s          |
| 10e | Hugo Houle        | Canada     | Astana                   | + 21 s          |

### 3eétape
| \| Classement de l'étape \| Classement de l'étape \| Classement de l'étape \| Classement de l'étape \| Classement de l'étape \| \| Coureur \| Coureur \| Pays \| Équipe \| Temps \| \| --------------------- \| --------------------- \| --------------------- \| ------------------------ \| --------------------- \| \| 1er \| Tim Merlier \| Belgique \| Verandas Willems-Crelan \| 4 h 08 min 46 s \| \| 2e \| Riccardo Minali \| Italie \| Astana \| + 0 s \| \| 3e \| Andrea Guardini \| Italie \| Bardiani CSF \| + 0 s \| \| 4e \| Mihkel Räim \| Estonie \| Israel Cycling Academy \| + 0 s \| \| 5e \| Niklas Larsen \| Danemark \| Waoo \| + 0 s \| \| 6e \| Milan Menten \| Belgique \| Sport Vlaanderen-Baloise \| + 0 s \| \| 7e \| Eric Young \| États-Unis \| Rally Cycling \| + 0 s \| \| 8e \| Max Kanter \| Allemagne \| Team Sunweb \| + 0 s \| \| 9e \| John Murphy \| États-Unis \| Holowesko Citadel \| + 0 s \| \| 10e \| Hugo Houle \| Canada \| Astana \| + 0 s \| |                 |            |                          |                 |
| |                 |            |                          |                 |
| Source : ProCyclingStats |                 |            |                          |                 |
| Classement de l'étape |                 |            |                          |                 |
| Coureur | Coureur         | Pays       | Équipe                   | Temps           |
| 1er | Tim Merlier     | Belgique   | Verandas Willems-Crelan  | 4 h 08 min 46 s |
| 2e | Riccardo Minali | Italie     | Astana                   | + 0 s           |
| 3e | Andrea Guardini | Italie     | Bardiani CSF             | + 0 s           |
| 4e | Mihkel Räim     | Estonie    | Israel Cycling Academy   | + 0 s           |
| 5e | Niklas Larsen   | Danemark   | Waoo                     | + 0 s           |
| 6e | Milan Menten    | Belgique   | Sport Vlaanderen-Baloise | + 0 s           |
| 7e | Eric Young      | États-Unis | Rally Cycling            | + 0 s           |
| 8e | Max Kanter      | Allemagne  | Team Sunweb              | + 0 s           |
| 9e | John Murphy     | États-Unis | Holowesko Citadel        | + 0 s           |
| 10e | Hugo Houle      | Canada     | Astana                   | + 0 s           |

| \| Classement général \| Classement général \| Classement général \| Classement général \| Classement général \| \| Coureur \| Coureur \| Pays \| Équipe \| Temps \| \| ------------------ \| ------------------ \| ------------------ \| ------------------------ \| ------------------ \| \| 1er \| Wout van Aert \| Belgique \| Verandas Willems-Crelan \| 13 h 28 min 02 s \| \| 2e \| Alexander Kamp \| Danemark \| Waoo \| + 6 s \| \| 3e \| Robin Carpenter \| États-Unis \| Rally Cycling \| + 10 s \| \| 4e \| Lasse Norman Leth \| Danemark \| Aqua Blue Sport \| + 11 s \| \| 5e \| Julius Johansen \| Danemark \| ColoQuick \| + 16 s \| \| 6e \| Milan Menten \| Belgique \| Sport Vlaanderen-Baloise \| + 21 s \| \| 7e \| Xandro Meurisse \| Belgique \| Wanty-Groupe Gobert \| + 21 s \| \| 8e \| Hugo Houle \| Canada \| Astana \| + 21 s \| \| 9e \| Christoffer Lisson \| Danemark \| BHS-Almeborg Bornholm \| + 21 s \| \| 10e \| Colin Joyce \| États-Unis \| Rally Cycling \| + 21 s \| |                    |            |                          |                  |
| |                    |            |                          |                  |
| Source : ProCyclingStats |                    |            |                          |                  |
| Classement général |                    |            |                          |                  |
| Coureur | Coureur            | Pays       | Équipe                   | Temps            |
| 1er | Wout van Aert      | Belgique   | Verandas Willems-Crelan  | 13 h 28 min 02 s |
| 2e | Alexander Kamp     | Danemark   | Waoo                     | + 6 s            |
| 3e | Robin Carpenter    | États-Unis | Rally Cycling            | + 10 s           |
| 4e | Lasse Norman Leth  | Danemark   | Aqua Blue Sport          | + 11 s           |
| 5e | Julius Johansen    | Danemark   | ColoQuick                | + 16 s           |
| 6e | Milan Menten       | Belgique   | Sport Vlaanderen-Baloise | + 21 s           |
| 7e | Xandro Meurisse    | Belgique   | Wanty-Groupe Gobert      | + 21 s           |
| 8e | Hugo Houle         | Canada     | Astana                   | + 21 s           |
| 9e | Christoffer Lisson | Danemark   | BHS-Almeborg Bornholm    | + 21 s           |
| 10e | Colin Joyce        | États-Unis | Rally Cycling            | + 21 s           |

### 4eétape
| \| Classement de l'étape \| Classement de l'étape \| Classement de l'étape \| Classement de l'étape \| Classement de l'étape \| \| Coureur \| Coureur \| Pays \| Équipe \| Temps \| \| --------------------- \| ----------------------- \| --------------------- \| ----------------------- \| --------------------- \| \| 1er \| Mads Pedersen \| Danemark \| Danemark \| 21 min 52 s \| \| 2e \| Wout van Aert \| Belgique \| Verandas Willems-Crelan \| + 8 s \| \| 3e \| Martin Toft Madsen \| Danemark \| BHS-Almeborg Bornholm \| + 11 s \| \| 4e \| Rasmus Christian Quaade \| Danemark \| BHS-Almeborg Bornholm \| + 19 s \| \| 5e \| Lasse Norman Leth \| Danemark \| Aqua Blue Sport \| + 33 s \| \| 6e \| Mikkel Bjerg \| Danemark \| Danemark \| + 35 s \| \| 7e \| Mathias Norsgaard \| Danemark \| Riwal CeramicSpeed \| + 36 s \| \| 8e \| Andriy Grivko \| Ukraine \| Astana \| + 37 s \| \| 9e \| Emil Vinjebo \| Danemark \| ColoQuick \| + 45 s \| \| 10e \| Julius Johansen \| Danemark \| ColoQuick \| + 48 s \| |                         |          |                         |             |
| |                         |          |                         |             |
| Source : ProCyclingStats |                         |          |                         |             |
| Classement de l'étape |                         |          |                         |             |
| Coureur | Coureur                 | Pays     | Équipe                  | Temps       |
| 1er | Mads Pedersen           | Danemark | Danemark                | 21 min 52 s |
| 2e | Wout van Aert           | Belgique | Verandas Willems-Crelan | + 8 s       |
| 3e | Martin Toft Madsen      | Danemark | BHS-Almeborg Bornholm   | + 11 s      |
| 4e | Rasmus Christian Quaade | Danemark | BHS-Almeborg Bornholm   | + 19 s      |
| 5e | Lasse Norman Leth       | Danemark | Aqua Blue Sport         | + 33 s      |
| 6e | Mikkel Bjerg            | Danemark | Danemark                | + 35 s      |
| 7e | Mathias Norsgaard       | Danemark | Riwal CeramicSpeed      | + 36 s      |
| 8e | Andriy Grivko           | Ukraine  | Astana                  | + 37 s      |
| 9e | Emil Vinjebo            | Danemark | ColoQuick               | + 45 s      |
| 10e | Julius Johansen         | Danemark | ColoQuick               | + 48 s      |

| \| Classement général \| Classement général \| Classement général \| Classement général \| Classement général \| \| Coureur \| Coureur \| Pays \| Équipe \| Temps \| \| ------------------ \| ----------------------- \| ------------------ \| ----------------------- \| ------------------ \| \| 1er \| Wout van Aert \| Belgique \| Verandas Willems-Crelan \| 13 h 50 min 02 s \| \| 2e \| Rasmus Christian Quaade \| Danemark \| BHS-Almeborg Bornholm \| + 32 s \| \| 3e \| Lasse Norman Leth \| Danemark \| Aqua Blue Sport \| + 36 s \| \| 4e \| Andriy Grivko \| Ukraine \| Astana \| + 50 s \| \| 5e \| Julius Johansen \| Danemark \| ColoQuick \| + 56 s \| \| 6e \| Emil Vinjebo \| Danemark \| ColoQuick \| + 58 s \| \| 7e \| Christopher Juul Jensen \| Danemark \| Danemark \| + 1 min 06 s \| \| 8e \| Hugo Houle \| Canada \| Astana \| + 1 min 11 s \| \| 9e \| Christoffer Lisson \| Danemark \| BHS-Almeborg Bornholm \| + 1 min 11 s \| \| 10e \| Alexander Kamp \| Danemark \| Waoo \| + 1 min 20 s \| |                         |          |                         |                  |
| |                         |          |                         |                  |
| Source : ProCyclingStats |                         |          |                         |                  |
| Classement général |                         |          |                         |                  |
| Coureur | Coureur                 | Pays     | Équipe                  | Temps            |
| 1er | Wout van Aert           | Belgique | Verandas Willems-Crelan | 13 h 50 min 02 s |
| 2e | Rasmus Christian Quaade | Danemark | BHS-Almeborg Bornholm   | + 32 s           |
| 3e | Lasse Norman Leth       | Danemark | Aqua Blue Sport         | + 36 s           |
| 4e | Andriy Grivko           | Ukraine  | Astana                  | + 50 s           |
| 5e | Julius Johansen         | Danemark | ColoQuick               | + 56 s           |
| 6e | Emil Vinjebo            | Danemark | ColoQuick               | + 58 s           |
| 7e | Christopher Juul Jensen | Danemark | Danemark                | + 1 min 06 s     |
| 8e | Hugo Houle              | Canada   | Astana                  | + 1 min 11 s     |
| 9e | Christoffer Lisson      | Danemark | BHS-Almeborg Bornholm   | + 1 min 11 s     |
| 10e | Alexander Kamp          | Danemark | Waoo                    | + 1 min 20 s     |

### 5eétape
| \| Classement de l'étape \| Classement de l'étape \| Classement de l'étape \| Classement de l'étape \| Classement de l'étape \| \| Coureur \| Coureur \| Pays \| Équipe \| Temps \| \| --------------------- \| --------------------- \| --------------------- \| ------------------------ \| --------------------- \| \| 1er \| Tim Merlier \| Belgique \| Verandas Willems-Crelan \| 4 h 18 min 23 s \| \| 2e \| Max Kanter \| Allemagne \| Team Sunweb \| + 0 s \| \| 3e \| Shane Archbold \| Nouvelle-Zélande \| Aqua Blue Sport \| + 0 s \| \| 4e \| Riccardo Minali \| Italie \| Astana \| + 0 s \| \| 5e \| Milan Menten \| Belgique \| Sport Vlaanderen-Baloise \| + 0 s \| \| 6e \| Andreas Stokbro \| Danemark \| Riwal CeramicSpeed \| + 0 s \| \| 7e \| Bryan Coquard \| France \| Vital Concept \| + 0 s \| \| 8e \| Mihkel Räim \| Estonie \| Israel Cycling Academy \| + 0 s \| \| 9e \| Enrico Barbin \| Italie \| Bardiani CSF \| + 0 s \| \| 10e \| Christophe Noppe \| Belgique \| Sport Vlaanderen-Baloise \| + 0 s \| |                  |                  |                          |                 |
| |                  |                  |                          |                 |
| Source : ProCyclingStats |                  |                  |                          |                 |
| Classement de l'étape |                  |                  |                          |                 |
| Coureur | Coureur          | Pays             | Équipe                   | Temps           |
| 1er | Tim Merlier      | Belgique         | Verandas Willems-Crelan  | 4 h 18 min 23 s |
| 2e | Max Kanter       | Allemagne        | Team Sunweb              | + 0 s           |
| 3e | Shane Archbold   | Nouvelle-Zélande | Aqua Blue Sport          | + 0 s           |
| 4e | Riccardo Minali  | Italie           | Astana                   | + 0 s           |
| 5e | Milan Menten     | Belgique         | Sport Vlaanderen-Baloise | + 0 s           |
| 6e | Andreas Stokbro  | Danemark         | Riwal CeramicSpeed       | + 0 s           |
| 7e | Bryan Coquard    | France           | Vital Concept            | + 0 s           |
| 8e | Mihkel Räim      | Estonie          | Israel Cycling Academy   | + 0 s           |
| 9e | Enrico Barbin    | Italie           | Bardiani CSF             | + 0 s           |
| 10e | Christophe Noppe | Belgique         | Sport Vlaanderen-Baloise | + 0 s           |

## Classements finals

### Classement général
| \| Classement général \| Classement général \| Classement général \| Classement général \| Classement général \| \| Coureur \| Coureur \| Pays \| Équipe \| Temps \| \| ------------------ \| ----------------------- \| ------------------ \| ------------------------ \| ------------------ \| \| 1er \| Wout van Aert \| Belgique \| Verandas Willems-Crelan \| 18 h 08 min 25 s \| \| 2e \| Rasmus Christian Quaade \| Danemark \| BHS-Almeborg Bornholm \| + 32 s \| \| 3e \| Lasse Norman Leth \| Danemark \| Aqua Blue Sport \| + 36 s \| \| 4e \| Andriy Grivko \| Ukraine \| Astana \| + 50 s \| \| 5e \| Julius Johansen \| Danemark \| ColoQuick \| + 56 s \| \| 6e \| Emil Vinjebo \| Danemark \| ColoQuick \| + 58 s \| \| 7e \| Christopher Juul Jensen \| Danemark \| Mitchelton-Scott \| + 1 min 06 s \| \| 8e \| Hugo Houle \| Canada \| Astana \| + 1 min 11 s \| \| 9e \| Robin Carpenter \| États-Unis \| Rally Cycling \| + 1 min 18 s \| \| 10e \| Jonas Rickaert \| Belgique \| Sport Vlaanderen-Baloise \| + 1 min 23 s \| |                         |            |                          |                  |
| |                         |            |                          |                  |
| Source : ProCyclingStats |                         |            |                          |                  |
| Classement général |                         |            |                          |                  |
| Coureur | Coureur                 | Pays       | Équipe                   | Temps            |
| 1er | Wout van Aert           | Belgique   | Verandas Willems-Crelan  | 18 h 08 min 25 s |
| 2e | Rasmus Christian Quaade | Danemark   | BHS-Almeborg Bornholm    | + 32 s           |
| 3e | Lasse Norman Leth       | Danemark   | Aqua Blue Sport          | + 36 s           |
| 4e | Andriy Grivko           | Ukraine    | Astana                   | + 50 s           |
| 5e | Julius Johansen         | Danemark   | ColoQuick                | + 56 s           |
| 6e | Emil Vinjebo            | Danemark   | ColoQuick                | + 58 s           |
| 7e | Christopher Juul Jensen | Danemark   | Mitchelton-Scott         | + 1 min 06 s     |
| 8e | Hugo Houle              | Canada     | Astana                   | + 1 min 11 s     |
| 9e | Robin Carpenter         | États-Unis | Rally Cycling            | + 1 min 18 s     |
| 10e | Jonas Rickaert          | Belgique   | Sport Vlaanderen-Baloise | + 1 min 23 s     |

## Liste des participants
| Danemark DEN | Danemark DEN               | Danemark DEN |
| ------------ | -------------------------- | ------------ |
| Num          | Coureur                    | Pos          |
| 1            | Mads Pedersen              | 73e          |
| 2            | Christopher Juul Jensen    | 7e           |
| 3            | Michael Carbel Svendgaard  | AB-5         |
| 4            | Mikkel Bjerg               | 20e          |
| 5            | Rasmus Byriel              | 99e          |
| 6            | Silas Zacharias Clemmensen | 95e          |

| Astana AST | Astana AST             | Astana AST |
| ---------- | ---------------------- | ---------- |
| Num        | Coureur                | Pos        |
| 11         | Oscar Gatto (ITA)      | AB-5       |
| 12         | Hugo Houle (CAN)       | 8e         |
| 13         | Daniil Fominykh (KAZ)  | 21e        |
| 14         | Andriy Grivko (UKR)    | 4e         |
| 15         | Riccardo Minali (ITA)  | 76e        |
| 16         | Ruslan Tleubayev (KAZ) | 80e        |

| Team Sunweb SUN | Team Sunweb SUN       | Team Sunweb SUN |
| --------------- | --------------------- | --------------- |
| Num             | Coureur               | Pos             |
| 21              | Roy Curvers (NED)     | 69e             |
| 22              | Lennard Kämna (GER)   | 17e             |
| 23              | Tom Stamsnijder (NED) | AB-5            |
| 24              | Nils Eekhoff (NED)    | 41e             |
| 25              | Max Kanter (GER)      | 14e             |
| 26              | Cees Bol (NED)        | 36e             |

| Verandas Willems-Crelan VWC | Verandas Willems-Crelan VWC | Verandas Willems-Crelan VWC |
| --------------------------- | --------------------------- | --------------------------- |
| Num                         | Coureur                     | Pos                         |
| 31                          | Wout van Aert (BEL)         | 1er                         |
| 32                          | Tim Merlier (BEL)           | 45e                         |
| 33                          | Sean De Bie (BEL)           | 48e                         |
| 34                          | Senne Leysen (BEL)          | 23e                         |
| 35                          | Stijn Steels (BEL)          | 90e                         |
| 36                          | Elias Van Breussegem (BEL)  | AB-5                        |

| Aqua Blue Sport ABS | Aqua Blue Sport ABS     | Aqua Blue Sport ABS |
| ------------------- | ----------------------- | ------------------- |
| Num                 | Coureur                 | Pos                 |
| 41                  | Casper Pedersen (DEN)   | 55e                 |
| 42                  | Lasse Norman Leth (DEN) | 3e                  |
| 43                  | Andrew Fenn (GBR)       | 78e                 |
| 44                  | Mark Christian (GBR)    | 65e                 |
| 45                  | Aaron Gate (NZL)        | 79e                 |
| 46                  | Shane Archbold (NZL)    | 91e                 |

| Vital Concept VCC | Vital Concept VCC    | Vital Concept VCC |
| ----------------- | -------------------- | ----------------- |
| Num               | Coureur              | Pos               |
| 51                | Bryan Coquard (FRA)  | 30e               |
| 52                | Kris Boeckmans (BEL) | AB-5              |
| 53                | Bert De Backer (BEL) | 38e               |
| 54                | Jérémy Lecroq (FRA)  | AB-5              |
| 55                | Julien Morice (FRA)  | 85e               |
| 56                | Johan Le Bon (FRA)   | 11e               |

| Wanty-Groupe Gobert WGG | Wanty-Groupe Gobert WGG    | Wanty-Groupe Gobert WGG |
| ----------------------- | -------------------------- | ----------------------- |
| Num                     | Coureur                    | Pos                     |
| 61                      | Pieter Vanspeybrouck (BEL) | AB-5                    |
| 62                      | Wesley Kreder (NED)        | 57e                     |
| 63                      | Tom Devriendt (BEL)        | AB-5                    |
| 64                      | Mark McNally (GBR)         | 52e                     |
| 65                      | Xandro Meurisse (BEL)      | 13e                     |

| Holowesko Citadel HCA | Holowesko Citadel HCA  | Holowesko Citadel HCA |
| --------------------- | ---------------------- | --------------------- |
| Num                   | Coureur                | Pos                   |
| 71                    | Nicolai Brøchner (DEN) | 56e                   |
| 72                    | John Murphy (USA)      | 58e                   |
| 73                    | Fabian Lienhard (SUI)  | 29e                   |
| 74                    | Brendan Rhim (USA)     | AB-5                  |
| 75                    | Andžs Flaksis (LAT)    | 53e                   |
| 76                    | Miguel Bryon (USA)     | 75e                   |

| Bardiani CSF BRD | Bardiani CSF BRD         | Bardiani CSF BRD |
| ---------------- | ------------------------ | ---------------- |
| Num              | Coureur                  | Pos              |
| 81               | Andrea Guardini (ITA)    | AB-5             |
| 82               | Enrico Barbin (ITA)      | 47e              |
| 83               | Mirco Maestri (ITA)      | 44e              |
| 84               | Lorenzo Rota (ITA)       | 60e              |
| 85               | Paolo Simion (ITA)       | 42e              |
| 86               | Alessandro Tonelli (ITA) | 40e              |

| Sport Vlaanderen-Baloise SVB | Sport Vlaanderen-Baloise SVB | Sport Vlaanderen-Baloise SVB |
| ---------------------------- | ---------------------------- | ---------------------------- |
| Num                          | Coureur                      | Pos                          |
| 91                           | Aimé De Gendt (BEL)          | 35e                          |
| 92                           | Milan Menten (BEL)           | 34e                          |
| 93                           | Benjamin Declercq (BEL)      | 25e                          |
| 94                           | Christophe Noppe (BEL)       | 84e                          |
| 95                           | Jonas Rickaert (BEL)         | 10e                          |
| 96                           | Jordi Warlop (BEL)           | 33e                          |

| Team Novo Nordisk TNN | Team Novo Nordisk TNN      | Team Novo Nordisk TNN |
| --------------------- | -------------------------- | --------------------- |
| Num                   | Coureur                    | Pos                   |
| 101                   | Fabio Calabria (AUS)       | 94e                   |
| 102                   | Sam Brand (GBR)            | 92e                   |
| 103                   | Andrea Peron (ITA)         | 66e                   |
| 104                   | Charles Planet (FRA)       | 64e                   |
| 105                   | Umberto Poli (ITA)         | AB-5                  |
| 106                   | Christopher Williams (AUS) | 97e                   |

| Roompot-Nederlandse Loterij RNL | Roompot-Nederlandse Loterij RNL | Roompot-Nederlandse Loterij RNL |
| ------------------------------- | ------------------------------- | ------------------------------- |
| Num                             | Coureur                         | Pos                             |
| 111                             | Pieter Weening (NED)            | 27e                             |
| 112                             | Robbert de Greef (NED)          | 51e                             |
| 113                             | Elmar Reinders (NED)            | 61e                             |
| 114                             | Oscar Riesebeek (NED)           | 18e                             |
| 115                             | Wouter Wippert (NED)            | AB-5                            |
| 116                             | Coen Vermeltfoort (NED)         | 74e                             |

| Israel Cycling Academy ICA | Israel Cycling Academy ICA    | Israel Cycling Academy ICA |
| -------------------------- | ----------------------------- | -------------------------- |
| Num                        | Coureur                       | Pos                        |
| 121                        | Krists Neilands (LAT) (route) | 68e                        |
| 122                        | August Jensen (NOR)           | 49e                        |
| 123                        | Sondre Holst Enger (NOR)      | AB-5                       |
| 124                        | Kristian Sbaragli (ITA)       | 28e                        |
| 125                        | Dennis van Winden (NED)       | 32e                        |
| 126                        | Mihkel Räim (EST) (route)     | 50e                        |

| Rally Cycling RLY | Rally Cycling RLY          | Rally Cycling RLY |
| ----------------- | -------------------------- | ----------------- |
| Num               | Coureur                    | Pos               |
| 131               | Ryan Anderson (CAN)        | 31e               |
| 132               | Charles Bradley Huff (USA) | AB-5              |
| 133               | Adam de Vos (CAN)          | 19e               |
| 134               | Robin Carpenter (USA)      | 9e                |
| 135               | Colin Joyce (USA)          | 15e               |
| 136               | Eric Young (USA)           | 62e               |

| Joker Icopal TJI | Joker Icopal TJI      | Joker Icopal TJI |
| ---------------- | --------------------- | ---------------- |
| Num              | Coureur               | Pos              |
| 141              | Fridtjof Røinås (NOR) | 54e              |
| 142              | Henrik Evensen (NOR)  | AB-5             |
| 143              | Herman Dahl (NOR)     | 67e              |
| 144              | Bjørn Tore Hoem (NOR) | 26e              |
| 145              | Ole Forfang (NOR)     | AB-5             |
| 146              | Rasmus Tiller (NOR)   | AB-5             |

| Waoo TWA | Waoo TWA                     | Waoo TWA |
| -------- | ---------------------------- | -------- |
| Num      | Coureur                      | Pos      |
| 151      | Alexander Kamp (DEN)         | 12e      |
| 152      | Rasmus Guldhammer (DEN)      | 46e      |
| 153      | Asbjørn Kragh Andersen (DEN) | 37e      |
| 154      | Niklas Larsen (DEN)          | 59e      |
| 155      | Jesper Schultz (DEN)         | 70e      |
| 156      | Torkil Veyhe                 | 24e      |

| ColoQuick TCQ | ColoQuick TCQ              | ColoQuick TCQ |
| ------------- | -------------------------- | ------------- |
| Num           | Coureur                    | Pos           |
| 161           | Julius Johansen (DEN)      | 5e            |
| 162           | Christian Jørgensen (DEN)  | 87e           |
| 163           | Steffen Christiansen (DEN) | AB-5          |
| 164           | Daniel Lyhne (DEN)         | 88e           |
| 165           | Rasmus Bøgh Wallin (DEN)   | 72e           |
| 166           | Emil Vinjebo (DEN)         | 6e            |

| BHS-Almeborg Bornholm ABB | BHS-Almeborg Bornholm ABB         | BHS-Almeborg Bornholm ABB |
| ------------------------- | --------------------------------- | ------------------------- |
| Num                       | Coureur                           | Pos                       |
| 171                       | Martin Toft Madsen (DEN) (chrono) | 86e                       |
| 172                       | Rasmus Christian Quaade (DEN)     | 2e                        |
| 173                       | Christoffer Lisson (DEN)          | 63e                       |
| 174                       | Nicklas Amdi Pedersen (DEN)       | 89e                       |
| 175                       | Emil Toudal (DEN)                 | 96e                       |
| 176                       | Magnus Bak Klaris (DEN)           | 16e                       |

| Riwal CeramicSpeed RIW | Riwal CeramicSpeed RIW     | Riwal CeramicSpeed RIW |
| ---------------------- | -------------------------- | ---------------------- |
| Num                    | Coureur                    | Pos                    |
| 181                    | Troels Vinther (DEN)       | 22e                    |
| 182                    | Tobias Kongstad (DEN)      | 98e                    |
| 183                    | Andreas Stokbro (DEN)      | 43e                    |
| 184                    | Chris Anker Sørensen (DEN) | 39e                    |
| 185                    | Patrick Clausen (DEN)      | 81e                    |
| 186                    | Mathias Norsgaard (DEN)    | 93e                    |

| Team Hurom THU | Team Hurom THU            | Team Hurom THU |
| -------------- | ------------------------- | -------------- |
| Num            | Coureur                   | Pos            |
| 191            | Vitaliy Buts (UKR)        | 83e            |
| 192            | Andriy Vasylyuk (UKR)     | 82e            |
| 193            | Emanuel Piaskowy (POL)    | 71e            |
| 194            | Mateusz Manowski (POL)    | 100e           |
| 195            | Eryk Latoń (POL)          | AB-5           |
| 196            | Mariusz Gasiorowski (POL) | 77e            |

| Danemark DEN | Danemark DEN               | Danemark DEN |
| ------------ | -------------------------- | ------------ |
| Num          | Coureur                    | Pos          |
| 1            | Mads Pedersen              | 73e          |
| 2            | Christopher Juul Jensen    | 7e           |
| 3            | Michael Carbel Svendgaard  | AB-5         |
| 4            | Mikkel Bjerg               | 20e          |
| 5            | Rasmus Byriel              | 99e          |
| 6            | Silas Zacharias Clemmensen | 95e          |

| Astana AST | Astana AST             | Astana AST |
| ---------- | ---------------------- | ---------- |
| Num        | Coureur                | Pos        |
| 11         | Oscar Gatto (ITA)      | AB-5       |
| 12         | Hugo Houle (CAN)       | 8e         |
| 13         | Daniil Fominykh (KAZ)  | 21e        |
| 14         | Andriy Grivko (UKR)    | 4e         |
| 15         | Riccardo Minali (ITA)  | 76e        |
| 16         | Ruslan Tleubayev (KAZ) | 80e        |

| Team Sunweb SUN | Team Sunweb SUN       | Team Sunweb SUN |
| --------------- | --------------------- | --------------- |
| Num             | Coureur               | Pos             |
| 21              | Roy Curvers (NED)     | 69e             |
| 22              | Lennard Kämna (GER)   | 17e             |
| 23              | Tom Stamsnijder (NED) | AB-5            |
| 24              | Nils Eekhoff (NED)    | 41e             |
| 25              | Max Kanter (GER)      | 14e             |
| 26              | Cees Bol (NED)        | 36e             |

| Verandas Willems-Crelan VWC | Verandas Willems-Crelan VWC | Verandas Willems-Crelan VWC |
| --------------------------- | --------------------------- | --------------------------- |
| Num                         | Coureur                     | Pos                         |
| 31                          | Wout van Aert (BEL)         | 1er                         |
| 32                          | Tim Merlier (BEL)           | 45e                         |
| 33                          | Sean De Bie (BEL)           | 48e                         |
| 34                          | Senne Leysen (BEL)          | 23e                         |
| 35                          | Stijn Steels (BEL)          | 90e                         |
| 36                          | Elias Van Breussegem (BEL)  | AB-5                        |

| Aqua Blue Sport ABS | Aqua Blue Sport ABS     | Aqua Blue Sport ABS |
| ------------------- | ----------------------- | ------------------- |
| Num                 | Coureur                 | Pos                 |
| 41                  | Casper Pedersen (DEN)   | 55e                 |
| 42                  | Lasse Norman Leth (DEN) | 3e                  |
| 43                  | Andrew Fenn (GBR)       | 78e                 |
| 44                  | Mark Christian (GBR)    | 65e                 |
| 45                  | Aaron Gate (NZL)        | 79e                 |
| 46                  | Shane Archbold (NZL)    | 91e                 |

| Vital Concept VCC | Vital Concept VCC    | Vital Concept VCC |
| ----------------- | -------------------- | ----------------- |
| Num               | Coureur              | Pos               |
| 51                | Bryan Coquard (FRA)  | 30e               |
| 52                | Kris Boeckmans (BEL) | AB-5              |
| 53                | Bert De Backer (BEL) | 38e               |
| 54                | Jérémy Lecroq (FRA)  | AB-5              |
| 55                | Julien Morice (FRA)  | 85e               |
| 56                | Johan Le Bon (FRA)   | 11e               |

| Wanty-Groupe Gobert WGG | Wanty-Groupe Gobert WGG    | Wanty-Groupe Gobert WGG |
| ----------------------- | -------------------------- | ----------------------- |
| Num                     | Coureur                    | Pos                     |
| 61                      | Pieter Vanspeybrouck (BEL) | AB-5                    |
| 62                      | Wesley Kreder (NED)        | 57e                     |
| 63                      | Tom Devriendt (BEL)        | AB-5                    |
| 64                      | Mark McNally (GBR)         | 52e                     |
| 65                      | Xandro Meurisse (BEL)      | 13e                     |

| Holowesko Citadel HCA | Holowesko Citadel HCA  | Holowesko Citadel HCA |
| --------------------- | ---------------------- | --------------------- |
| Num                   | Coureur                | Pos                   |
| 71                    | Nicolai Brøchner (DEN) | 56e                   |
| 72                    | John Murphy (USA)      | 58e                   |
| 73                    | Fabian Lienhard (SUI)  | 29e                   |
| 74                    | Brendan Rhim (USA)     | AB-5                  |
| 75                    | Andžs Flaksis (LAT)    | 53e                   |
| 76                    | Miguel Bryon (USA)     | 75e                   |

| Bardiani CSF BRD | Bardiani CSF BRD         | Bardiani CSF BRD |
| ---------------- | ------------------------ | ---------------- |
| Num              | Coureur                  | Pos              |
| 81               | Andrea Guardini (ITA)    | AB-5             |
| 82               | Enrico Barbin (ITA)      | 47e              |
| 83               | Mirco Maestri (ITA)      | 44e              |
| 84               | Lorenzo Rota (ITA)       | 60e              |
| 85               | Paolo Simion (ITA)       | 42e              |
| 86               | Alessandro Tonelli (ITA) | 40e              |

| Sport Vlaanderen-Baloise SVB | Sport Vlaanderen-Baloise SVB | Sport Vlaanderen-Baloise SVB |
| ---------------------------- | ---------------------------- | ---------------------------- |
| Num                          | Coureur                      | Pos                          |
| 91                           | Aimé De Gendt (BEL)          | 35e                          |
| 92                           | Milan Menten (BEL)           | 34e                          |
| 93                           | Benjamin Declercq (BEL)      | 25e                          |
| 94                           | Christophe Noppe (BEL)       | 84e                          |
| 95                           | Jonas Rickaert (BEL)         | 10e                          |
| 96                           | Jordi Warlop (BEL)           | 33e                          |

| Team Novo Nordisk TNN | Team Novo Nordisk TNN      | Team Novo Nordisk TNN |
| --------------------- | -------------------------- | --------------------- |
| Num                   | Coureur                    | Pos                   |
| 101                   | Fabio Calabria (AUS)       | 94e                   |
| 102                   | Sam Brand (GBR)            | 92e                   |
| 103                   | Andrea Peron (ITA)         | 66e                   |
| 104                   | Charles Planet (FRA)       | 64e                   |
| 105                   | Umberto Poli (ITA)         | AB-5                  |
| 106                   | Christopher Williams (AUS) | 97e                   |

| Roompot-Nederlandse Loterij RNL | Roompot-Nederlandse Loterij RNL | Roompot-Nederlandse Loterij RNL |
| ------------------------------- | ------------------------------- | ------------------------------- |
| Num                             | Coureur                         | Pos                             |
| 111                             | Pieter Weening (NED)            | 27e                             |
| 112                             | Robbert de Greef (NED)          | 51e                             |
| 113                             | Elmar Reinders (NED)            | 61e                             |
| 114                             | Oscar Riesebeek (NED)           | 18e                             |
| 115                             | Wouter Wippert (NED)            | AB-5                            |
| 116                             | Coen Vermeltfoort (NED)         | 74e                             |

| Israel Cycling Academy ICA | Israel Cycling Academy ICA    | Israel Cycling Academy ICA |
| -------------------------- | ----------------------------- | -------------------------- |
| Num                        | Coureur                       | Pos                        |
| 121                        | Krists Neilands (LAT) (route) | 68e                        |
| 122                        | August Jensen (NOR)           | 49e                        |
| 123                        | Sondre Holst Enger (NOR)      | AB-5                       |
| 124                        | Kristian Sbaragli (ITA)       | 28e                        |
| 125                        | Dennis van Winden (NED)       | 32e                        |
| 126                        | Mihkel Räim (EST) (route)     | 50e                        |

| Rally Cycling RLY | Rally Cycling RLY          | Rally Cycling RLY |
| ----------------- | -------------------------- | ----------------- |
| Num               | Coureur                    | Pos               |
| 131               | Ryan Anderson (CAN)        | 31e               |
| 132               | Charles Bradley Huff (USA) | AB-5              |
| 133               | Adam de Vos (CAN)          | 19e               |
| 134               | Robin Carpenter (USA)      | 9e                |
| 135               | Colin Joyce (USA)          | 15e               |
| 136               | Eric Young (USA)           | 62e               |

| Joker Icopal TJI | Joker Icopal TJI      | Joker Icopal TJI |
| ---------------- | --------------------- | ---------------- |
| Num              | Coureur               | Pos              |
| 141              | Fridtjof Røinås (NOR) | 54e              |
| 142              | Henrik Evensen (NOR)  | AB-5             |
| 143              | Herman Dahl (NOR)     | 67e              |
| 144              | Bjørn Tore Hoem (NOR) | 26e              |
| 145              | Ole Forfang (NOR)     | AB-5             |
| 146              | Rasmus Tiller (NOR)   | AB-5             |

| Waoo TWA | Waoo TWA                     | Waoo TWA |
| -------- | ---------------------------- | -------- |
| Num      | Coureur                      | Pos      |
| 151      | Alexander Kamp (DEN)         | 12e      |
| 152      | Rasmus Guldhammer (DEN)      | 46e      |
| 153      | Asbjørn Kragh Andersen (DEN) | 37e      |
| 154      | Niklas Larsen (DEN)          | 59e      |
| 155      | Jesper Schultz (DEN)         | 70e      |
| 156      | Torkil Veyhe                 | 24e      |

| ColoQuick TCQ | ColoQuick TCQ              | ColoQuick TCQ |
| ------------- | -------------------------- | ------------- |
| Num           | Coureur                    | Pos           |
| 161           | Julius Johansen (DEN)      | 5e            |
| 162           | Christian Jørgensen (DEN)  | 87e           |
| 163           | Steffen Christiansen (DEN) | AB-5          |
| 164           | Daniel Lyhne (DEN)         | 88e           |
| 165           | Rasmus Bøgh Wallin (DEN)   | 72e           |
| 166           | Emil Vinjebo (DEN)         | 6e            |

| BHS-Almeborg Bornholm ABB | BHS-Almeborg Bornholm ABB         | BHS-Almeborg Bornholm ABB |
| ------------------------- | --------------------------------- | ------------------------- |
| Num                       | Coureur                           | Pos                       |
| 171                       | Martin Toft Madsen (DEN) (chrono) | 86e                       |
| 172                       | Rasmus Christian Quaade (DEN)     | 2e                        |
| 173                       | Christoffer Lisson (DEN)          | 63e                       |
| 174                       | Nicklas Amdi Pedersen (DEN)       | 89e                       |
| 175                       | Emil Toudal (DEN)                 | 96e                       |
| 176                       | Magnus Bak Klaris (DEN)           | 16e                       |

| Riwal CeramicSpeed RIW | Riwal CeramicSpeed RIW     | Riwal CeramicSpeed RIW |
| ---------------------- | -------------------------- | ---------------------- |
| Num                    | Coureur                    | Pos                    |
| 181                    | Troels Vinther (DEN)       | 22e                    |
| 182                    | Tobias Kongstad (DEN)      | 98e                    |
| 183                    | Andreas Stokbro (DEN)      | 43e                    |
| 184                    | Chris Anker Sørensen (DEN) | 39e                    |
| 185                    | Patrick Clausen (DEN)      | 81e                    |
| 186                    | Mathias Norsgaard (DEN)    | 93e                    |

| Team Hurom THU | Team Hurom THU            | Team Hurom THU |
| -------------- | ------------------------- | -------------- |
| Num            | Coureur                   | Pos            |
| 191            | Vitaliy Buts (UKR)        | 83e            |
| 192            | Andriy Vasylyuk (UKR)     | 82e            |
| 193            | Emanuel Piaskowy (POL)    | 71e            |
| 194            | Mateusz Manowski (POL)    | 100e           |
| 195            | Eryk Latoń (POL)          | AB-5           |
| 196            | Mariusz Gasiorowski (POL) | 77e            |